# Félix Hubert d'Hérelle
Félix Hubert d'Herelle (Parigi, 25 aprile 1873 – Parigi, 22 febbraio 1949) è stato un medico e batteriologo francese, co-scopritore dei batteriofagi (1917) o più brevemente fagi, ossia di quel gruppo di virus che si comportano da parassiti nei confronti dei batteri.

## Biografia
Hérelle, che aveva compiuto gli studi in Francia, ebbe incarichi di insegnamento e di ricerca in vari Paesi (Egitto, Turchia, Guatemala, India, Indonesia). Nel 1911 divenne allievo di Alessandro Salimbeni, direttore del laboratorio di microbiologia dell'Istituto Pasteur e fu nell'Istituto Pasteur che compì i suoi studi fondamentali sui batteriofagi.
Negli Stati Uniti lavorò all'Università Yale.
Nell'Unione Sovietica fondò gli istituti di batteriologia di Tbilisi, Kiev, e di Charkiv (1934-1936).

## I batteriofagi
Il microscopio elettronico ha svelato che il batteriofago tipico è lungo circa 100 milionesimi di millimetro e largo 50, ha una forma simile a quella di un girino, ma con una testa a forma di prisma esagonale e una coda cilindrica. Aderisce mediante la coda alla cellula batterica, penetra in essa e vi si moltiplica provocandone la distruzione.
Ogni batteriofago è specializzato nel parassitare una determinata specie batterica o alcune specie affini. Ma come agente terapeutico, fu soppiantato dagli antibiotici. Tuttavia il batteriofago continua ad avere grande importanza in laboratorio come materiale di indagine sia sulle proprietà dei virus in generale, sia sulla genetica, perché i batteriofagi contengono il DNA (acido desossiribonucleico), cioè la molecola dell'ereditarietà organizzata in geni simili a quelli che sono presenti nelle cellule degli organismi superiori, uomo compreso.